# Prisoner of the Judoon
Prisoner of the Judoon (Le Prisonnier du Judoon) est le premier épisode de la troisième saison de la  série britannique de science-fiction The Sarah Jane Adventures. À ce jour, la série n'a jamais été diffusée en France.

## Synopsis
Un vaisseau Judoon s'écrase sur terre libérant un capitaine Judoon et un prisonnier qui décide de s'échapper sur terre. 

### Première partie
Lors d'un reportage sur une industrie nanotechnologique, Sarah Jane se fait éconduire par la sécurité. De retour à Bannerman Road, elle aperçoit avec les enfants un vaisseau spatial Judoon s'écraser dans une banlieue désaffectée non loin. Sur place, ils s'aperçoivent qu'un policier Judoon, le Capitaine Tybo essaye de récupérer un prisonnier, Androvax, coupable d'avoir détruit 12 planète, qui s'est échappé à la suite du crash de l'appareil. Après avoir pris la forme d'une petite fille, Androvax possède le corps de Sarah Jane Smith. Fouillant dans sa mémoire, celui-ci utilise Mr Smith afin d'avoir des informations sur les ressources de la terre, et se rend au laboratoire de Nanotechnologie, où Gita et Haresh se sont déjà rendu dans le but de livrer des fleurs. Pendant qu'Androvax déclenche les nano-technologie du laboratoire, Luke et les autres, suivis du capitaine Tybo se retrouvent face à un Mr. Smith reprogrammé par Androvax et sur le point d'exploser. 

### Seconde partie
Pendant que Luke réussit à convaincre Mr. Smith de ne pas exploser, Androvax dans le corps de Sarah Jane Smith, relâche les nanotechnologies pour se faire un vaisseau puis détruire la terre. La petite équipe composée des adolescents et du Capitaine Tybo se rend à l'intérieur du laboratoire. Alors que Tybo demande du renfort, Clyde et Rani l'enferment dans une pièce, car la logique Judoon le pousserait à tuer Sarah Jane. Son vaisseau construit, Androvax capture Luke, qui est selon lui le seul être humain viable de cette planète. Gita et Haresh quant à eux, croisent l'équipe de renfort Judoon et sont terrorisés. Luke réussit finalement à faire du chantage sur Androvax pour qu'il quitte le corps de sa mère et à reprogrammer les nanites pour qu'ils n'envahissent pas la terre. Finalement, Androvax est capture, Gita et Haresh passent pour des illuminés et Clyde et Rani écopent d'une restriction Judoon les empêchant de quitter la Terre.

## Continuité
- Pour la première fois dans la série, nous avons droit à une introduction avant le prégénérique, où Clyde présente les différents personnages de la série sous forme de clip-show des différents épisodes de la saison 3.
- Rani compare Clyde lorsqu'il est bloqué à la transe provoqué sur sa mère par Miss Wormwood dans Enemy of the Bane
- Il est rappelé les origines Xylok de Mr. Smith

### Liens avec leWhoniverse
- Les Judoons sont des extraterrestres récurrents de Doctor Who, apparu pour la première fois dans La Loi des Judoons et que l'on voit apparaitre dans La Terre volée.
- Il est fait mention de UNIT (vus lors de la fin de la saison précédente) mais aussi de la « proclamation des ombres » (« Shadow Proclamation ») régulant les lois de l'univers, qui apparaissent dans l'épisode La Terre volée.
- À la suite des événements de La Terre volée les personnages acceptent mieux l'existence des extra-terrestres : Gita et Haresh croient immédiatement à l'existence des Judoons, et face à eux les gardes de sécurité du labo disent : « Le contrat ne nous spécifiait pas de se battre contre des aliens. »
- Dans l'épisode animé Dreamland de Doctor Who le Docteur se retrouvera dans la Zone 51 dans un vaisseau identique à celui qui est montré dans cet épisode. La nanotechnologie étant issue du crash de Roswell selon Mr Smith, il est normal que les appareils aient le même design.

## Dans la culture
- Clyde explique que l'alien qui s'est écrasé a peut-être besoin d'un coup de fil à sa maison, en référence au film E.T. l'extra-terrestre.
- Rani compare les méthodes du Judoon à celle de Jack Bauer, et lui explique plus tard qu'il devrait regarder Starsky et Hutch pour apprendre à conduire.